# Yukinobu Hoshino
Yukinobu Hoshino (星野 之宣?, Hoshino Yukinobu; Kushiro, 29 gennaio 1954) è un fumettista giapponese.
Yukinobu Hoshino nasce nell'isola di Hokkaidō, in data 29 gennaio 1954. Dopo aver abbandonato  l'Università delle Arti della Prefettura di Aichi, si interessa a livello professionale al mondo fumettistico, debuttando nel 1975 con Kotetsu no Queen e Harukanaru Asa, vincitore del premio Tezuka per il miglior manga. Dall’anno successivo, quando nel 1976 inizia la serializzazione di Blue City, Hoshino inizia una carriera artistica tanto prolifica quanto variegata nei temi, pur restando sempre altamente riconoscibile nello stile e nelle tematiche. Tra i numerosi titoli, si ricordano: 2001 Nights, Blue Hole, Yamataika, Gli strani casi del professor Munakata, Rain Man e Kaitei. 
2001 Nights è stato adattato in un OVA e mentre Gli strani casi del professor Munakata in un dramma televisivo. Nel 1992, Yamataika ha vinto il Nebula Award nella categoria fumetti. Nel 2008, Gli strani casi del professor Munakata è stato selezionato per l'Excellence Award nella Divisione Manga all'Agenzia per gli Affari Culturali Media Arts Festival. Nel 2013, ha vinto nuovamente il Nebula Award nella Comic Division per Hoshi wo Tsugumono tratto da James P. Hogan. Dalla fine del 2009 all'inizio del 2010, si è tenuta al British Museum la prima mostra dei dipinti originali. Nel 2015, il suo lavoro è stato esposto, insieme a Tetsuya Chiba e Hikaru Nakamura, presso la mostra del British Museum Manga Now: Three Generations. 
Pronipote di Sei Ito, uno studioso di lettere, Hoshino inserisce nelle sue prime opere l’eco della poetica di Mikiya Mochizuki. Tuttavia, Hoshino decise di aderire allo stile gekiga, alterando interamente il suo stile e la scelta delle tematiche. Attraverso l’uso di un realismo grafico e tematico di altissimo livello, Hoshino trasforma in immagini storie che derivano dalla fantascienza, anche di stampo culturale occidentale, dalla mitologia e il folklore, l’archeologia e le leggende antiche e preistoriche. 

## Opere
| #  | Titolo                                                                       | Data di pubblicazione | Volumi |
| -- | ---------------------------------------------------------------------------- | --------------------- | ------ |
| 1  | Legend of Giants (巨人たちの伝説, Kyojintachi no Densetsu?)                  | 1975                  | 1      |
| 2  | Blue City (ブルーシティー?)                                                  | 1976                  | 2      |
| 3  | The Distant Dawn (はるかなる朝, Harukanaru Asa?)                             | 1977                  | 1      |
| 4  | Legends of the Enchantress (妖女伝説, Youjo Densetsu?)                       | 1979-1981             | 2      |
| 5  | Saber Tiger (サーベル・タイガー?)                                            | 1980                  | 1      |
| 6  | Zanzou (残像?)                                                               | 1982                  | 1      |
| 7  | Yamato no Hi (ヤマトの火?)                                                   | 1983                  | 1      |
| 8  | 2001 Nights (2001夜物語?)                                                    | 1984-1986             | 3      |
| 9  | Yamataika (ヤマタイカ?)                                                      | 1986-1991             | 6      |
| 10 | STAR FIELD ({{{2}}}?)                                                        | 1986                  | 1      |
| 11 | Bemuhantā sōdo (ベムハンター・ソード?)                                       | 1986-1990             | 2      |
| 12 | Ivan Dejavu no Ichinichi (イワン・デジャビュの一日?)                         | 1988                  | 1      |
| 13 | Blue Hole (ブルーホール?)                                                    | 1991-1992             | 2      |
| 14 | Stardust Memories ( スターダストメモリーズ?)                                 | 1992-1994             | 1      |
| 15 | Mirai no Futatsu no Kao (未来の二つの顔?)                                    | 1993-1994             | 2      |
| 16 | Mega kurosu (メガクロス?)                                                    | 1993-1994             | 2      |
| 17 | Gli strani casi del professor Munakata (宗像教授伝奇考?)                     | 1994-1999             | 7      |
| 18 | Blue World (新装版ブルー・ワールド?)                                         | 1995-1997             | 4      |
| 19 | I giganti del mare (滅びし獣たちの海?)                                       | 1996                  | 1      |
| 20 | El Alamein no Shinden (エル・アラメインの神殿?)                              | 1998                  | 1      |
| 21 | Kodoku Experiment ( コドク・エクスペリメント?)                               | 1999-2001             | 3      |
| 22 | MIDWAY uchūhen ( MIDWAY 宇宙編?)                                             | 2001                  | 1      |
| 23 | Kamunabi: Kana Imibe - Miti Femminili ( 神南火―忌部神奈・女の神話シリーズ―?) | 2002-2004             | 1      |
| 24 | The Moon Lost ( ムーン・ロスト?)                                             | 2003-2004             | 2      |
| 25 | Kubirai ( クビライ?)                                                         | 2003                  | 1      |
| 26 | Munakata Kyōju Ikōroku ( 宗像教授異考録?)                                    | 2004-2010             | 15     |
| 27 | MIDWAY rekishihen ( MIDWAY 歴史編?)                                          | 2005                  | 1      |
| 28 | 2001+5 ( 2001+5 ~星野之宣スペース・ファンタジア作品集~?)                     | 2006                  | 1      |
| 29 | Hoshi wo Tsugumono ( 星を継ぐもの?)                                          | 2011                  | 4      |
| 30 | Mirai kara no hottorain ( 未来からのホットライン?)                           | 2012                  | 1      |
| 31 | Chihiki no Iwa ( 血引きの岩?)                                                | 2012                  | 1      |
| 32 | Rain Man ( レインマン?)                                                      | 2015-2017             | 7      |
| 33 | Kaitei ( 海帝?)                                                              | 2018-in corso         | 9      |